# Тушама (Кеульское муниципальное образование)
Тушама — упразднённая деревня в Усть-Илимском районе Иркутской области.
Находится в зоне затопления БоГЭС. На июль 2013 года в деревне практически никто не живёт.

## География
Деревня находится в 20 км от центра района.

## Население
| 2002 | 2010 | 2011 | 2012 | 2016 |
| ---- | ---- | ---- | ---- | ---- |
| 1    | ↗2   | →2   | ↘1   | ↘0   |